# Trois fois septembre
Trois fois septembre est un roman de Nancy Huston paru aux éditions du Seuil en 1989.

## Résumé
Solange Vauginas, une jeune française étudiant sur la côte Est des États-Unis, décide juste après la mort de son amie, Selena Twick, d'entreprendre son travail de deuil en compagnie de sa mère, avec laquelle elle va passer un week-end entier à lire à haute-voix les lettres et journaux intimes laissés par son amie. Les deux femmes, très liées à Selena, découvrent l'ampleur des tourments de celle-ci, ses dépendances, ses amours, et son parcours progressif vers un déséquilibre psychiatrique qui aboutira à son suicide. Se déroulant sur trois jours de septembre 1971, dans une Amérique en proie à la guerre du Viêt Nam et dont la jeunesse s'émancipe des contraintes de la société, la mère et la fille réussiront à dire adieu à leur amie et à comprendre son geste.

## Éditions
- Éditions du Seuil, 1989
- Actes Sud, coll. Babel no 388, 1999,  (ISBN 2742766065).